# Омелино (Костромская область)
Омелино — упразднённая деревня в Солигаличском районе Костромской области России. Входила в состав Корцовского сельского поселения. Исключена из учётных данных в 2025 году.

## География
Деревня расположена в северо-западной части Костромской области, в подзоне южной тайги, на левом берегу ручья Михеевка (правый приток реки Большая Езань), на расстоянии приблизительно 29 километров (по прямой) к юго-западу от Солигалича, административного центра района. Абсолютная высота — 162 метра над уровнем моря.

### Климат
Климат характеризуется как умеренно континентальный, с продолжительной холодной многоснежной зимой и коротким сравнительно тёплым летом. Среднегодовая температура воздуха — 1,9 °C. Средняя температура воздуха самого холодного месяца (января) — −12,7 °C (абсолютный минимум — −50 °C); самого тёплого месяца (июля) — 17 °C (абсолютный максимум — 35 °С). Безморозный период длится около 112—118 дней. Продолжительность периода активной вегетации растений (выше 10 °C) составляет примерно 125 дней. Годовое количество атмосферных осадков — 682 мм, из которых 442 мм выпадает в тёплый период. Снежный покров держится в течение 150—160 дней.

## Население
| 2008 | 2010 | 2014 |
| ---- | ---- | ---- |
| 0    | →0   | →0   |